# Степненська сільська громада (Полтавська область)
Степненська сільська об'єднана територіальна громада — колишня об'єднана територіальна громада в Україні, в Полтавському районі Полтавської області. Адміністративний центр — селище Степне.
Площа громади становила 194,7 км², населення — 8747 мешканців (2016).
Утворена 31 липня 2017 року шляхом об'єднання Василівської, Ковалівської, Коломацької та Степненської сільських рад Полтавського району.
У 2017 році ЦВК не призначила перші вибори у Степненській громаді. 16 січня 2018 року Коломацька, а 5 лютого 2018 року Василівська сільські ради скасували свої рішення про добровільне об'єднання у Степненську громаду, згодом ухваливши рішення про об'єднання в Коломацьку сільську територіальну громаду.

## Населені пункти
До складу громади входили 1 селище (Степне) і 16 сіл: Андрушки, Бочанівка, Василівка, Верхоли, Грабинівка, Давидівка, Дудникове, Залізничне, Затурине, Їжаківка, Ковалівка, Коломацьке, Макухівка, Мале Ладижине, Соснівка та Степанівка.